# Come Out and Play (álbum)
Come Out and Play é o quarto álbum de estúdio da banda norte-americana de heavy metal Twisted Sister lançado em 1985 pela Atlantic Records. Ele fez menos sucesso que seu antecessor Stay Hungry (1984) tanto pela crítica como também comercialmente.
| Críticas profissionais                                                      | Críticas profissionais |
| Avaliações da crítica                                                       | Avaliações da crítica  |
| Fonte                                                                       | Avaliação              |
| --------------------------------------------------------------------------- | ---------------------- |
| Allmusic                                                                    | [ 2 ]                  |
| Esta tabela precisa de ser acompanhada por texto em prosa. Consulte o guia. |                        |

## Descrição
Após o sucesso de Stay Hungry, a banda se deparou com a dúvida se deveriam manter uma pegada mais pop ou regressar às suas raízes iniciais do heavy metal/hard rock. Eles tentaram fazer um pouco de ambos, mas a abordagem não foi bem sucedida pois Come Out and Play marcou o início do declínio da banda. De acordo com uma entrevista com o vocalista e compositor Dee Snider, encontrada na capa do CD do Club Daze Volume 1: The Studio Sessions, um cover de "Leader of the Pack" do grupo feminino The Shangri-Las que foi incluída pela primeira vez no Ruff Cuts (1982) (um EP lançado no início da banda praticamente desconhecido pela grande parte dos fãs da banda) tinha a intenção de aumentar a popularidade da banda, mas mantendo ao mesmo tempo os fãs antigos satisfeitos. Eventualmente, nem isso nem "Be Chrool To Your Scuel", com convidados musicais tais como Alice Cooper, Brian Setzer e Billy Joel, entre muitos outros, teve a reação que a banda e a gravadora esperavam.
Mesmo com a venda de mais de 500.000 cópias do álbum, ganhando um disco de ouro, a turnê para promover o álbum foi um fiasco, com datas canceladas e poucos propostas. O baterista A. J. Pero deixou a banda depois da turnê que terminou em 1986, contribuindo para o caos que levou à dissolução da banda após o lançamento de Love Is for Suckers no final de 1987.
Do ponto de vista musical, o álbum não foi tão diferente de Stay Hungry, apesar de uma produção um pouco mais comercial contando como produtor o alemão Dieter Dierks (Accept, Tangerine Dream, Nektar e principalmente Scorpions).
Os videoclipes de "Leader of the Pack" e "Be Chrool to Your Scuel" seguindo a natureza cômica dos videoclipes anteriores da banda, mas o último, com Alice Cooper, foi banido pela MTV com o fundamento de que era muito ofensivo. Não foi lançado nenhum videoclipe para o último single do álbum, "You Want What We Got". A canção "Be Chrool To Your Scuel" é uma paródia da canção dos Beach Boys, "Be True To Your School".
Em 1986 a banda lançou o Come Out And Play: The Videos em VHS, que incluiu quatro videoclipes - "We're Not Gonna Take It", "I Wanna Rock", "Leader Of The Pack" e "Be Chrool To Your Scuel" - ligados por cenas de Dee Snider em uma sucata de metal, sendo visitada por crianças e outros questionando que precisam de aconselhamento para os seus problemas, ao som de "Come Out and Play". O álbum foi relançado pela Spitfire Records em 1999, juntamente com todos os outros álbuns da banda, exceto Stay Hungry.

## Lista de faixas
Todas as faixas compostas por Dee Snider, exceto onde anotado.
1. "Come Out and Play" – 4:51
2. "Leader of the Pack" (Ellie Greenwich, Shadow Morton, Jeff Barry) – 3:48
3. "You Want What We Got" – 3:45
4. "I Believe in Rock 'n' Roll" – 4:03
5. "The Fire Still Burns" – 3:34
6. "Be Chrool to Your Scuel" – 3:53
7. "I Believe in You" – 5:23
8. "Out on the Streets" – 4:27
9. "Lookin' Out for #1" – 3:07
10. "Kill or Be Killed" – 2:47
11. "King of the Fools" [bônus track nas versões em cassete e CD] – 6:26

## Créditos
- Dee Snider – vocal, backing vocal
- Eddie "Fingers" Ojeda – guitarra solo & rítmica
- Jay Jay French – guitarra solo & rítmica, backing vocal
- Mark "The Animal" Mendoza – baixo, backing vocal
- A. J. Pero - bateria, percussão

Músicos adicionais
- Alan St. John – teclados
- Don Dokken - backing vocal
- Gary Holland – backing vocal
- Alice Cooper – acompanha vocais em "Be Chrool to Your Scuel"
- Brian Setzer – guitarra solo em "Be Chrool to Your Scuel"
- Billy Joel – piano em "Be Chrool to Your Scuel"
- Clarence Clemons – saxofone solo em "Be Chrool to Your Scuel"
- Crispin Cioe – saxofone barítono em "Be Chrool to Your Scuel"
- Arno "Cool-Ray" Hecht – saxofone tenor em "Be Chrool to Your Scuel"
- Bad Bob Funk – trombone em "Be Chrool to Your Scuel"
- Hollywood Paul Litteral – trompete em "Be Chrool to Your Scuel"
- The Uptown Horns – horns em "Be Chrool to Your Scuel"
- Julia Waters – backing vocal em "Be Chrool to Your Scuel"
- Maxine Waters – backing vocal em "Be Chrool to Your Scuel"